# Субботин, Иван Иванович
Иван Иванович Субботин (1878 — 15 апреля 1939) — учитель, депутат Государственной думы I созыва от Тверской губернии.

## Биография
Родился в крестьянской семье в деревне Зелень Плещеевской волости Кашинского уезда Тверской губернии.
Окончил двухклассное училище и учительскую семинарию. Шесть с половиной лет был народным учителем. Выдержал экстерном экзамены при Ярославской гимназии и на момент выборов в Думу был студентом Императорского Московского технического училища. В списке выпускников ИМТУ его нет, однако другие источники указывают на то, что он его позднее окончил. Согласился баллотироваться в Думу после того, как его попросили об этом жители 39 селений Калязинского уезда и 26 марта 1906 года был избран в Государственную думу I созыва от съезда уполномоченных от волостей. Входил в Трудовую группу. Член аграрной и библиотечной комиссий. Подписал заявление об образовании местных аграрных комитетов.
После роспуска Государственной Думы в сентябре 1906 года зачислен на металлургическое отделение Санкт-Петербургского Политехнического института.
Был в числе тех, кто 10 июля 1906 года подписал «Выборгское воззвание»; 15 (28) октября 1906 года был арестован на финляндской железной дороге, содержался в одиночной камере № 521 во втором корпусе петербургской тюрьме «Кресты». На процессе по делу о Выборгском воззвании осужден по ст. 129, ч. 1, п. п. 51 и 3 Уголовного Уложения, приговорён к 3 месяцам тюрьмы и лишён права быть избранным.
В 1908 году издатель газеты «Известия крестьянских депутатов», тогда же член редколлегии газеты «Крестьянский депутат». Член Комитета Трудовой группы, с 1907 член её Центрального комитета. В 1910 году приговорён к одному году крепости за литературно-издательскую деятельность. В апреле 1911 года ещё находился в тюрьме.
В 1912 году восстановился в Санкт-Петербургском политехническом институте и окончил его в мае 1914 года. (ЦГИА СПб, Ф. 478, Оп. 1, Д. 2041)
В 1938 году работал заместителем главного инженера Главспецстали Наркомата тяжелой промышленности СССР. Был в тот момент беспартийным; 2 июля 1938 года арестован и 14 апреля 1939 года приговорён Военной коллегией Верховного суда СССР по обвинению в участии в контр-революционной террористической организации к расстрелу. Расстрелян 15 апреля 1939 года, место захоронения — Московская область, Коммунарка.
Реабилитирован в феврале 1956 года ВК ВС СССР.

## Сочинения
- И. Субботин. Роспуск первой Государственной думы: [Без места, без года];
- С. Бондарев, И. Субботин. Тактика Трудовой группы: Роспуск Государственной думы. — СПб., 1907.

## Адреса
- 1939 — Москва, ул. Горького, д. 90, кв. 24[9].